# Mamoral No. 2
Mamoral No. 2 es una localidad de Trinidad y Tobago, que forma parte de la región de Couva-Tabaquite-Talparo.

## Geografía
La localidad abarca parte de la isla Trinidad y limita al norte con Todd's Station, al sur con Flanagin Town, Brasso Tamana, Brasso Venado y Brickfield-Navet, al este con Mundo Nuevo y Brickfield-Navet y al oeste con Caparo.

## Demografía
Datos demográficos de la localidad de Mamoral No. 2:
| Gráfica de evolución demográfica de Mamoral No. 2 entre 2000 y 2011 |
|                                                                     |